# Føroya Læraraskúli
Føroya Læraraskúli (Færøernes lærerskole) er et seminarium i Tórshavn på Færøerne. Det tilbyder en 4-årig professionsbacheloruddannelse for folkeskolelærere og en 4-årig for pædagoger. Eksamen som lærer fra skolen kvalificerer til underviserstillinger i folkeskolen på Færøerne og i Danmark.
Føroya Læraraskúli blev oprettet som Færøernes seminarium i 1873, da man trængte til flere lærere i folkeskolen, efter at almen skolepligt blev indført i 1846. Det var øernes første videregående uddannelsesinstitution og tiltrak dygtige unge fra samfundslag, hvor man ellers ikke havde haft mulighed for at tage en uddannelse; Gregers Joensen og Óli Niklái Skaalum var på de først hold som blev udeksamineret. Senere har flere andre betydningsfulde personer gået her. Det har ikke eksisteret nogen annen læreruddannelse på Færøerne efter oprettelsen af Føroya Læraraskúli. Skolen er i dag en del af universitetet Fróðskaparsetur Føroya, og er også tilknyttet landets forskningsråd, Granskingarráðið.

## Alumni
- Gregers Joensen (1871)
- Óli Niklái Skaalum (1872)
- Jógvan Poulsen (1876)
- Símun Mikkjal Zachariasen (1878)
- Jákup Dahl (1896)
- Símun Petur Zachariasen (1908)
- Louis Zachariasen (1911)
- Johan H. Danbjørg (1917)
- Johan Kallsoy (1917)
- Peter Mohr Dam (1920)
- Marius Johannesen (1926)
- Óli Dahl (1938)
- Rólant Lenvig (1950)
- Villi Sørensen (1954)
- Øssur Dam Jacobsen (1964)
- Øssur av Steinum (1964)
- Signar Hansen (1969)
- Jóannes Eidesgaard (1977)
- Bjarni Djurholm (1982)
- Annita á Fríðriksmørk (1992)
- Bjørn Kalsø (1999)
- Jóanis Nielsen (1999)